# Bitva u Náchoda (1427)
Bitva u Náchoda byla válečným střetem mezi oddíly sirotčího husitského svazu pod velením Jana Čapka ze Sán a katolickým vojskem Slezských knížectví vedeným Půtou III. z Častolovic v rámci bojů třetí křížové protihusitské výpravy během husitských válek. Odehrála se 9., nebo 13. srpna 1427 v okolí Náchoda, nejspíše mezi obcemi Běloves a Kudowa-Zdrój, na česko-kladské hranici ve východních Čechách. Skončila porážkou husitů, což mj. zapříčinilo oslabení a nezdar chystané výpravy, tzv. rejsy (spanilé jízdy), Jana Čapka ze Sán do Slezska.

## Pozadí
Situace v Čechách, které od roku 1419 fakticky ovládalo politicko-náboženské hnutí husitů, roku 1427 byla zjitřena vysláním třetí křížové výpravy proti husitům o přibližné síle 25 000 mužů, především z iniciativy braniborského kurfiřta Fridricha, která začátkem srpna překročila západní hranici království. Spory ve vedení výpravy a neujasněnost strategických cílů však vedly 3. srpna k chaotickému ústupu od obléhaného Stříbra a 4. srpna následně k ostudné porážce od spojených husitských vojsk v bitvě u Tachova. 
Rakouská vojska na jižní Moravě pod dojmem této porážky do Čech nejspíše ani nevyrazila. Slezská vojska pak překročila českou hranici začátkem srpna ve dvou vojích: severní postupoval do vnitrozemí od Žacléře a mínil se spojit s jednotkami katolického hejtmana Hynka Krušiny z Lichtenburka, hlavní voj pod velením kladského hejtmana Půty z Častolovic postupoval směrem k Náchodu.
V letech 1427 až 1433 se pak husitské svazy začaly čím dál více zaměřovat na provádění rejs (spanilých jízd), do vedlejších zemí Koruny české (Lužice a Slezska) i za hranice (do německých zemí, Rakouska či Uher). Jejich hlavním cílem bylo opatřit válečnou kořist, potraviny a píci pro koně, což bylo nezbytné pro udržování polních vojsk – domácí půda byla zničená nejen válkami, ale i neúrodami. K jedné z prvních větších výprav tohoto období se v létě 1427 připravoval Jan Čapek ze Sán, husitský vojenský hejtman a pán na hradě Ralsko, kontrolující se svými oddíly oblast v severovýchodních Čech. Ten se svým vojskem sídlil v Hradci Králové, ovládaným knězem Ambrožem z Hradce, a po zprávách o pohybu slezských oddílů vyrazil se svými muži husitskému Náchodu na pomoc.

## Pravděpodobný průběh
O událostech okolo Náchoda informuje několik soudobých kronik, např. Staré letopisy české, respektive tzv. Vratislavský rukopis letopisů, které se v základu shodují na následujícím průběhu střetu. Datum bitvy je udáváno v datech 9., nebo 13. srpna.
Sirotci Jana Čapka dorazili začátkem srpna do Náchoda, kde očekávali slezský útok. K bojišti se pak jistě přiblížilo Půtovo vojsko, účast severního slezského voje či jednotek Hynka Krušiny je nejistá. Slezané znali husitské válečné postupy a chtěli zabránit přímému útoku jejich jízdy a pěchoty na vozovou hradbu, případně opevnění Náchoda, připravili tedy hájitelům města válečnou lest. K městu vyslaly malý, nejspíše jízdní oddíl, který měl husity vylákat k útoku mimo město a následně jej napadnout svými početnými zálohami, skrytými za jedním z hřebenů okolních kopců.  
Slezské oddíly provedly fingovaný útok na Náchod, který chránili husité s vozovou hradbou, po kterém se zanedlouho dali na ústup. Prchlivý a emotivní Jan Čapek nařídil vyrazit z opevnění u Náchoda a nepřítele pronásledovat k jeho původním pozicím. Patrně poblíž obcí Běloves a Kudowa v údolí řeky Metuje se však slezské vojsko zformovalo k protiútoku s podporou svých záloh, skrytých v nepřehledném terénu za horizontem reliéfu krajiny. Během střetu uštědřilo hůře vyzbrojeným husitům, bez možnosti využití vozové hradby, porážku. Na jejich úprku zpět k Náchodu je pak pronásledovalo a město krátce oblehlo. Během několika dalších dnů pak, i po zprávách o nezdaru Fridrichova tažení v západních Čechách, výprava odešla zpět do Slezska.
Přesné zprávy o počtech padlých nejsou dochovány, lze však předpokládat, že sirotci v bitvě utrpěli znatelné ztráty.

## Hodnocení bitvy
I přes úspěch u Náchoda se slezská vojska nepokusila o další větší bojové operace, neboť se nemohla opřít o úspěšné vojenské akce třetí křížové výpravy proti husitům. Zároveň však tento výpad oslabil vojenské síly Jana Čapka ze Sán natolik, že nebyl schopen realizovat svou chystanou rejtu do Slezska. Čapek pak v dalších letech upřel svou pozornost do Horních Uher. Při zdejších výpravách se husité zmocnili např. hradu Likavy či měst Skalice, Trnavy, Topolčan, Lednice a Žiliny. V letech 1430 až 1431 sem vedl loupeživou výpravu, zakončenou však těžkou porážkou v bitvách u Ilavy a u Bánova. V roce 1433 pak podnikl úspěšné husitské tažení k Baltu na pomoc Polsku proti Řádu německých rytířů.
Svou lokací i průběhem střetu se náchodská bitva roku 1427 v mnoha prvcích podobá situaci bitvy u Petrovic ze září 1421, kterou v místech u Náchoda se Slezany a Lužičany svedly husitské svazy orebitů pod velením Diviše Bořka z Miletínka a Čeňka z Vartenberka.